# Recurrens mensis october
Recurrens mensis october ist der Titel des Apostolischen Schreibens von Papst Paul VI. über den Oktober als Rosenkranzmonat.
Recurrens mensis october wurde am Rosenkranzfest des Jahres 1969, dem 7. Oktober, promulgiert, auch, um den vierhundertsten Jahrestag des Schreibens Consueverunt Romani Papst Pius’ V. zu würdigen, in dem dieser über das Rosenkranzgebet schrieb. Die Hauptzielsetzung des Dokumentes ist, die Hingabe zum Gebet des Rosenkranzes wiederzuerwecken und zu fördern.
In drei Teilen wird die Fürsprache Mariens als Weg zum Frieden und der Hinwendung zu Gott selbst erläutert. Der Rosenkranz solle, so wie Papst Johannes XXIII. es sich in seinem Apostolischen Schreiben Il religioso convegno wünschte, zu einem Universalgebet werden.